# تدخل الولايات المتحدة في تغيير الأنظمة في أمريكا اللاتينية

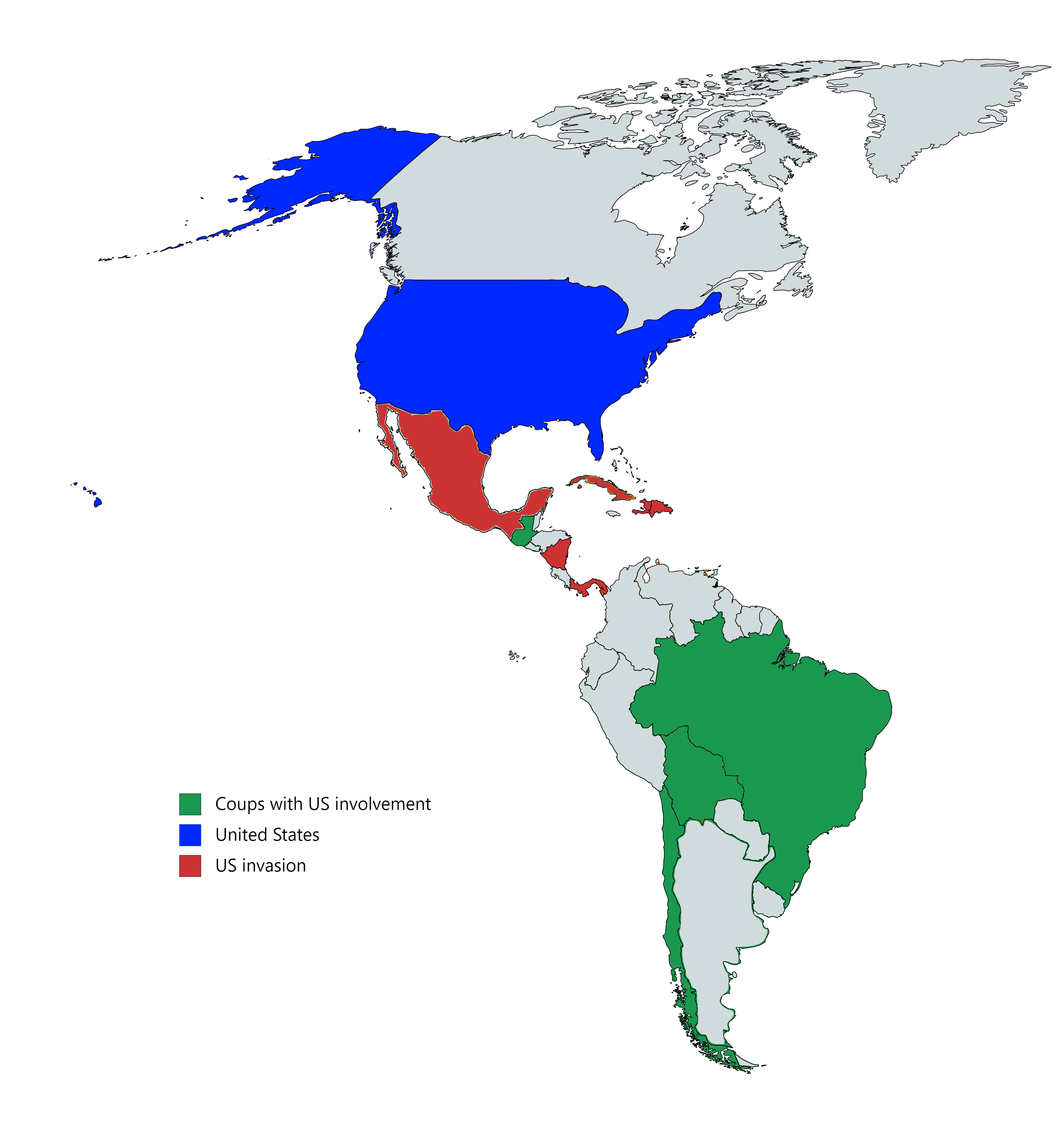
التدخل الأمريكي في تغيير الأنظمة في أمريكا اللاتينية.

يتضمن تدخل الولايات المتحدة في تغيير الأنظمة في أمريكا اللاتينية انقلابات مدعومة من الولايات المتحدة تهدف إلى استبدال الزعماء اليساريين بآخرين يمينيين، أو مجالس عسكرية، أو أنظمة سلطوية أخرى. كانت التدخلات الاقتصادية والعسكرية قليلة أثناء الحرب الباردة، بما يتماشى مع مبدأ ترومان للاحتواء، لكن التدخل في تغيير الأنظمة تزايد بعد صياغة توجيه مجلس الأمن القومي الأمريكي رقم 68، الذي دعا إلى مواجهة أكثر حدة لحلفاء السوفييت المحتملين. وقعت حالات تدخل عديدة لتغيير الأنظمة خلال فترة جمهورية الموز من التاريخ الأمريكي اللاتيني في مطلع القرن العشرين، تهدف إلى تعزيز المصالح التجارية الأمريكية في المنطقة. بدأ التدخل الأمريكي في تغيير الأنظمة في هذه الفترة من التاريخ الأمريكي اللاتيني بعد توقيع معاهدة باريس في بداية الحرب الأمريكية الإسبانية. حصلت كوبا على استقلالها، بينما ظلت بورتو ريكو والفلبين تحت الاحتلال الأمريكي. أدت سياسة الولايات المتحدة التوسعية والإمبريالية، والآفاق الاقتصادية الجديدة، إلى تدخل متزايد للولايات المتحدة في أمريكا اللاتينية منذ عام 1898 وحتى مطلع ثلاثينيات القرن العشرين.

## تاريخ

### الأرجنتين

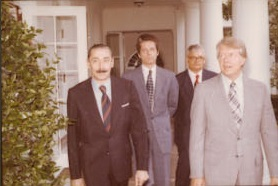
خورخه رفاييل فيديلا في لقاء مع جيمي كارتر في عام 1977

في الأرجنتين، أطاحت القوات المسلحة بالرئيسة المنتخبة ديمقراطيًا إيزابيل بيرون في انقلاب عام 1975، فبدأت الديكتاتورية العسكرية للجنرال خورخه رفاييل فيديلا، فيما يعرف بإعادة التنظيم الوطنية، ما أسفر عن 30,000 حالة اختفاء قسري. كان كل من الانقلاب والنظام السلطوي التالي مجازين بحماس ومدعومين من حكومة الولايات المتحدة[بحاجة لمصدر] فقد أجرى وزير الخارجية الأمريكي هنري كيسنجر زيارات رسمية عديدة للأرجنتين في فترة حكم الديكتاتورية. ومن بين انتهاكات حقوق الإنسان العديدة التي ارتكبت خلال تلك الفترة، الاعتقال دون حكم قضائي، والإعدامات الجماعية، والتعذيب، والاغتصاب، واختفاء السجناء والمنشقين السياسيين، وعمليات النقل غير القانونية لأطفال النساء الحوامل (سواء كانوا حوامل قبل سجنهم أو حملوا بسبب الاغتصاب المستمر)، ووفقًا للقاضي الإسباني بالتازار جارزون، فقد كان كيسنجر شاهدًا على تلك الجرائم.

### بوليفيا
دعمت حكومة الولايات المتحدة انقلاب عام 1971 بقيادة الجنرال هوجو بانزر الذي أطاح بالرئيس البوليفي خوان خوسيه توريس. كان توريس قد أثار استياء واشنطن بعقده مجلس الشعب (Asamblea del Pueblo)، الذي مُثل فيه نواب عن قطاعات بروليتارية محددة (كعمال المناجب، واتحاد المعلمين، والطلاب، والفلاحين)، وبشكل أعم بسبب اقتياد البلاد إلى ما فهم أنه طريق يساري. أطلق بانزر انتفاضة عسكرية بدأت في 18 أغسطس، 1971، ونجحت في تولي مقاليد السلطة في 22 أغسطس 1971. وبعد أن تولى بانزر الحكم، وفرت الولايات المتحدة مساعدات عسكرية شاملة وغيرها من أشكال المساعدة لديكتاتورية بانزر، بينما قمع بانزر حرية التعبير والمعارضة، وعذب الآلاف، وأخفى وقتل الآلاف، وأغلق النقابات العمالية والجامعات. وقد اختطف توريس، الذي كان قد فر من بوليفيا، واغتيل في عام 1976 ضمن عملية كوندور، وهي حملة قمع سياسي وإرهاب دولة من قبل دكتاتوريي أمريكا الجنوبية اليمينيين، مدعومة من الولايات المتحدة. وصف الكثيرون، ومنهم الرئيس المخلوع إيفو موراليس، الأزمة البوليفية في عام 2019 بأنها انقلاب مدعوم من أمريكا للاستفادة من احتياطات البلاد الكبيرة من الليثيوم، لكن صحة هذا الادعاء لم تثبت.

### البرازيل
عاشتا لبرازيل عقودًا عدة تحت حكومات سلطوية، وخصوصًا بعد انقلاب عام 1964 المدعوم أمريكيًا ضد الديمقراطي الاشتراكي جواو غولار. تحت قيادة الرئيس الأمريكي آنذاك، جون كيندي، سعت الولايات المتحدة إلى «منع البرازيل من أن تصبح صينًا أو كوبا أخرى»، وهي سياسة نفذت في عهد ليندون جونسون، وأدت إلى أن يدعم الجيش الأمريكي الانقلاب في عام 1964.

### تشيلي

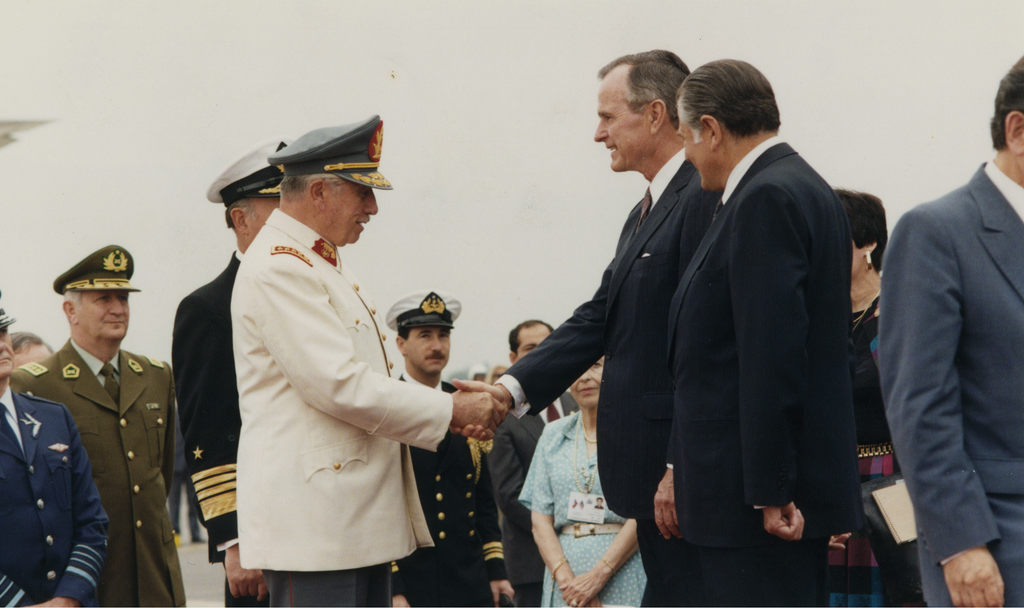
أوغستو بينوشيه يصافح جورج بوش الأب

بعد الانتخابات الديمقراطية للرئيس سلفادور أليندي في عام 1970، تسببت حرب اقتصادية أمر بشنها الرئيس ريتشارد نيكسون، وأشياء غيرها، في وقوع انقلاب تشيلي لعام 1973، بتدخل من وكالة الاستخبارات المركزية، بسبب ميول أليندي الديمقراطية الاشتراكية. وفي أعقاب ذلك نهوض ديكتاتورية أوغستو بينوشيه العسكرية المدعومة أمريكيا لعقود طويلة. وفي عام 1988، أجري استفتاء شعبي لاعتماد حكم بينوشيه 8 أعوام أخرى. أيد ائتلاف أحزاب الديمقراطية المعارض الخيار «لا»، ففاز بالاستفتاء وأنهى حكم بينوشيه ديمقراطيًا. وبعد ذلك عقدت الانتخابات في 1989، ففاز الائتلاف مرة أخرى.
يذكر تقرير الحكومة الأمريكية «Annex-NSSM 97» الذي رفعت عنه السرية تفاصيل خطة مبكرة للإطاحة بالرئيس أليندي إذا كان له أن يتولى الرئاسة. وتذكر الوثيقة صراحة أنه لا ينبغي الكشف عن دور الحكومة الأمريكية، وأنها تستخدم المؤسسات التشيلية بشكل رئيسي كطريقة للإطاحة بالرئيس. وقد سلط الضوء على الجيش التشيلي باعتباره أفضل وسيلة لتحقيق ذلك الهدف. تتمثل فوائد الانقلاب الذي قام به الجيش في تقليل تهديدات الماركسية في أمريكا اللاتينية، وفي تنحية خطر محتمل على الولايات المتحدة.

### السلفادور
بعد أن نشبت انتفاضات عديدة للفلاحين والعمال في البلاد ضد الحكومات الأوليغاركية والمناهضة للديمقراطية، والتي كثيرًا ما تحكمت فيها مصالح شركات أمريكية قوية مثل شركة الفاكهة المتحدة. وبظهور شخصيات مثل فارابوندو مارتي، الذي قاد تلك الثورات الشعبية التي سحقت بعنف، فقد أحبطت هذه الجهود التي هدفت إلى تولي السلطة بشكل ديمقراطي مرات عديدة بتدخل أمريكي. وقد انتشرت الحروب الأهلية لمواجهة الحكومات المدعومة أمريكيًا في السلفادور حروب العصابات.